# Ципродинил
Ципродинил — представляет собой  химическое соединение из группы  анилино-пиримидинов.

## Свойства
Ципродинил — технический продукт от белого до бежевого цвета, практически нерастворимый в воде. Устойчив к гидролизу и фотолизу.

## Получение
Ципродинил получают реакцией между фенилгуанидином и 1,3-дикетон-1-циклопропил-1,3-бутандионом. Это последнее соединение создаётся в  Конденсации Кляйзена из метилацетата и циклопропилметилкетона.

## Применение
Ципродинил является системным широкополосным фунгицидом и применяется, например, в пшенице и ржи против глазных пятен ( Pseudocercosporella herpotrichoides ) и в садах против  парши яблони, а также в вине в виде смеси с флудиоксонилом против Botrytis. Говорят, что он действует как ингибитор биосинтеза метионина и нарушает жизненный цикл грибов, подавляя рост мицелия. Однако Фрак Ципродинил больше не действует как ингибитор синтеза метионина. Вместо этого он может воздействовать на митохондрии.